# Bruno Pieters
Bruno Pieters (Brugge, 1978) is een Vlaamse designer en modeontwerper.

## Levensloop
Voor z'n studies aan de Antwerpse Modeacademie behaalde Pieters zijn diploma aan de Academie Kunsthumaniora te Brugge. Met zijn afstudeercollectie behaalde hij de 'Coccodrillo- prijs' voor beste schoenontwerp. Als jonge ontwerper deed hij ervaring op bij Maison Martin Margiela, Josephus Thimister en Christian Lacroix Haute Couture, om uiteindelijk in 2001 zijn eerste eigen couturecollectie tijdens de Parijse modeweek voor te stellen.
Vanaf 2004 ontwierp Pieters ook voor het Belgische lederhuis Delvaux. De lancering van zijn accessoirelijn voor mannen is al meermaals uitgesteld, maar in oktober 2006 stelde hij in zijn Parijse showroom een eerste beperkte mannenlijn voor.

## Onderscheiding
In 2006 won Pieters de 'Swiss Textiles Award' 2006.